# Gloria Friedmann

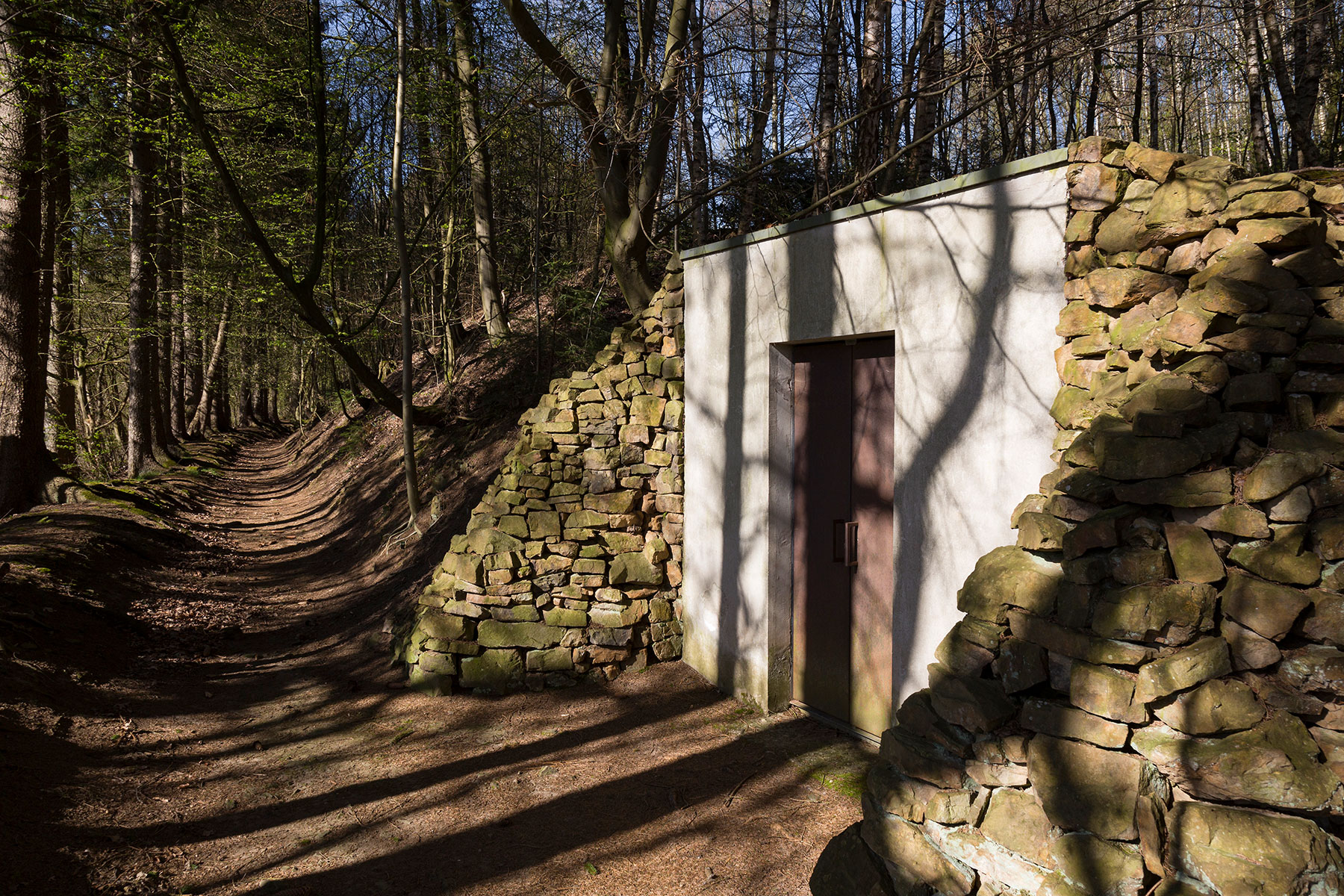
Gloria Friedmann, Eremitage, 1992/93, Tür 196,5 × 94 cm, Flügel 193 × 45 × 4,5 cm, Corten-Stahl, Außenfassade 260 × 270 cm, Innenraum 203 cbm, Mauerwerk, verputzt. Standort: im Tal (Skulpturenpark) zwischen Hasselbach und Werkhausen.

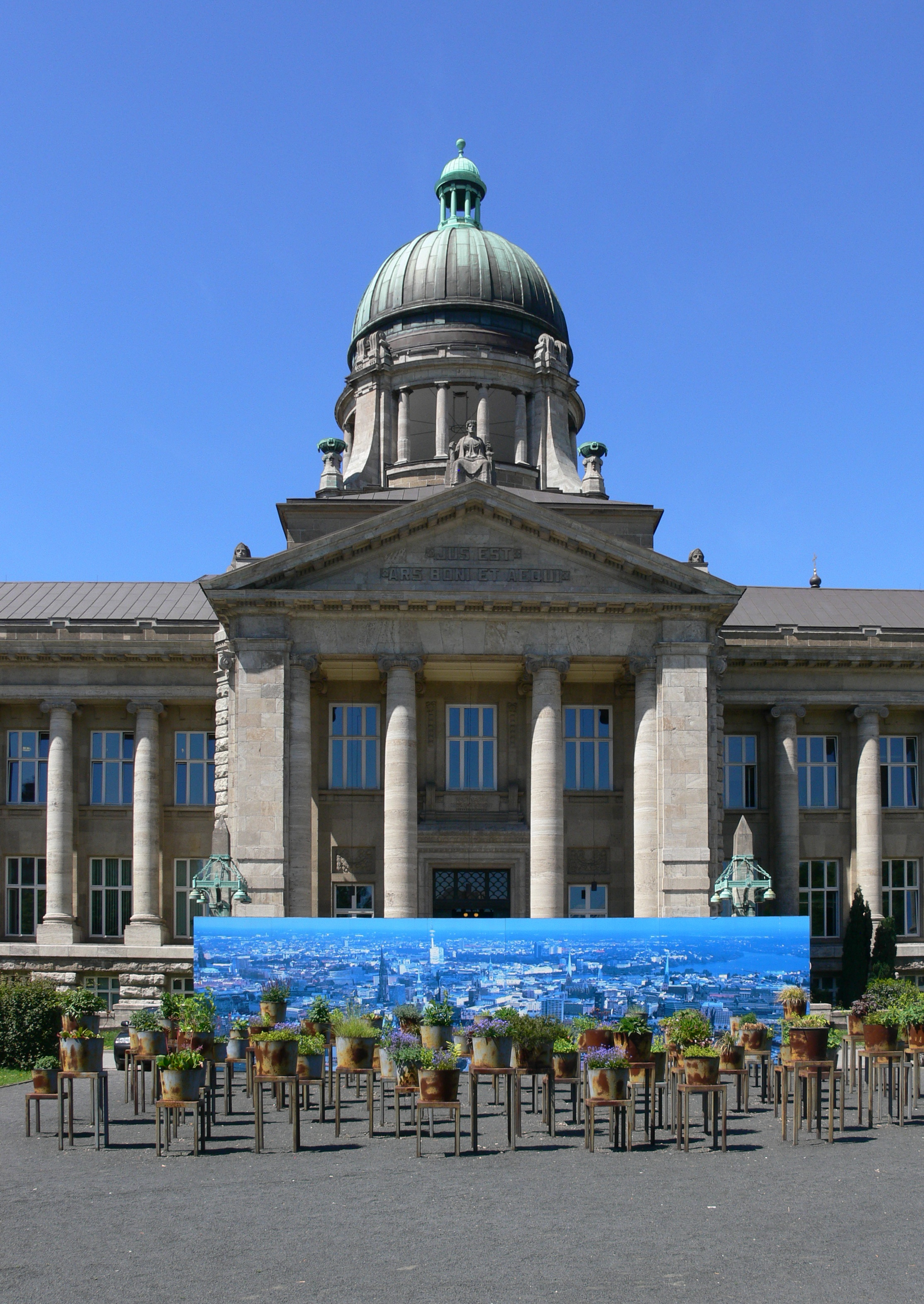
Gloria Friedmann: "Hier + Jetzt" - den Opfern nationalsozialistischer Justiz in Hamburg, Skulpturenensemble

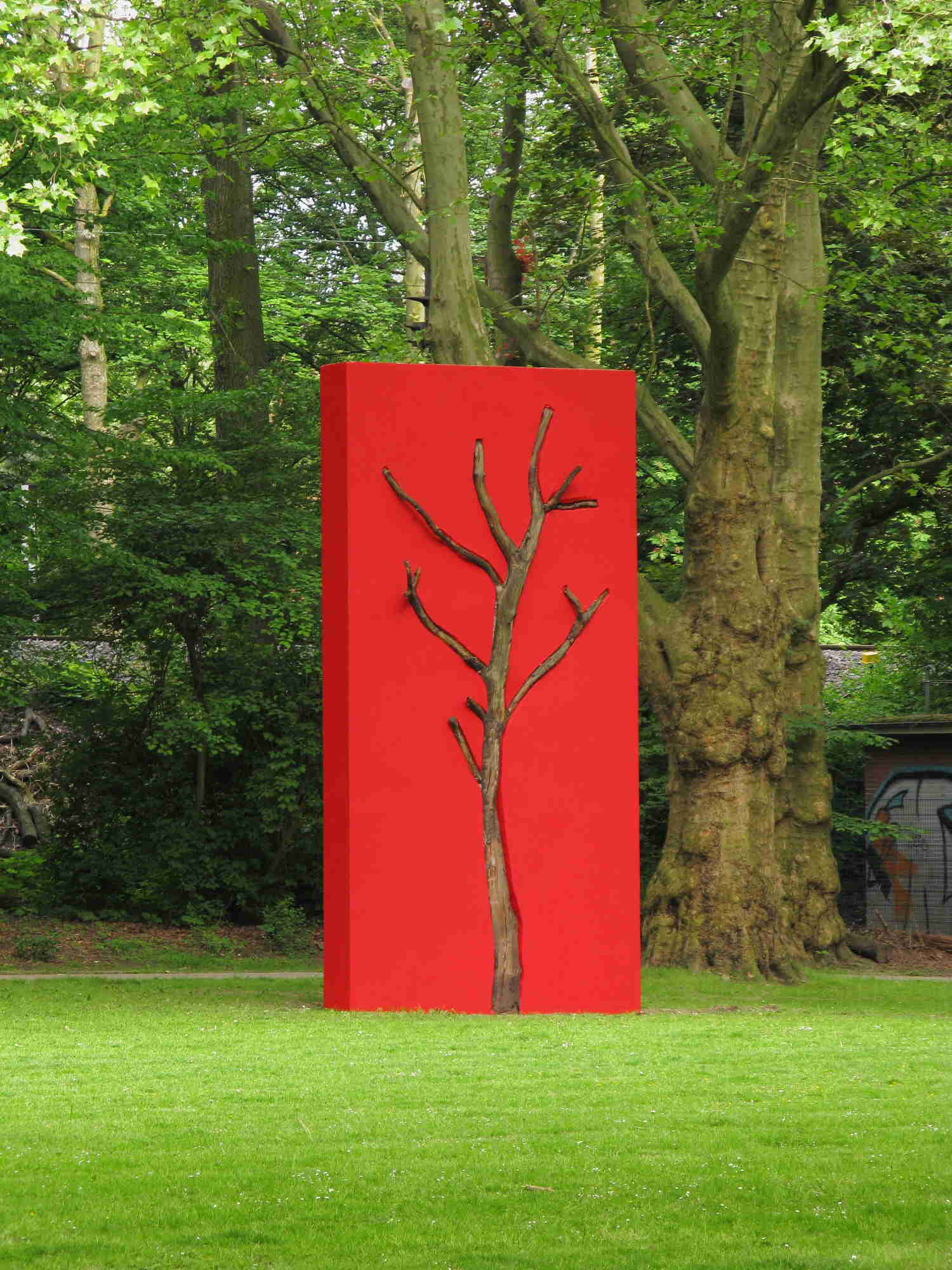
Gloria Friedmann, Denkmal, 1990, abgestorbener Baum, eingelassen in Betonwand, Moltkeplatz in Essen

Gloria Friedmann (* 1950 in Kronach) ist eine deutsche/französische Installationskünstlerin und Bildhauerin.

## Leben und Werk
Friedmann verwendete für ihre skulpturalen Arbeiten anfänglich nur aus der Natur entnommenes Material, wie Laub, Rinde, Holz, Fell, Wachs und Steine. Sie fand anschließend zu Installationen, in denen sie symbolische architektonische Bauwerke in Natursituationen integrierte. So auch in ihrer begehbaren Skulptur Eremitage im Tal zwischen Hasselbach und Werkhausen.
Arbeiten im öffentlichen Raum, wie „Hier + Jetzt“ - den Opfern nationalsozialistischer Justiz in Hamburg (1997) vor dem Hanseatischen Oberlandesgericht in Hamburg, machten sie auch einer breiteren Öffentlichkeit bekannt.
Die Künstlerin zog 1982 nach Frankreich. Sie ist mit ihrem Kollegen Bertrand Lavier verheiratet, das Paar lebt und arbeitet in Aignay-le-Duc.

## Ausstellungen
- 1987 Existentia, documenta 8, Kassel
- 2000 Zeitwenden, Kunstmuseum, Bonn
- 2004 Happy Ende, Kunstmuseum Küppersmühle, Duisburg
- 2009 3. Moscow Biennale, Moskau
- 2014 Fondation Maeght, Saint Paul de Vence, Vence